# Giovanni Domenico Cerrini
Giovanni Domenico Cerrini, také zvaný Gian Domenico Cerrini nebo il Cavalier Perugino, (1609 Perugia – 1681 Řím) byl italský barokní malíř, aktivní hlavně v Římě. Jeho styl byl ovlivněn převážně boloňskou malířskou školou.
Cerrini se zpočátku učil u Scaramuccia, roku 1638 odešel do Říma do dílny Guida Reniho, ale silně jej ovlivnili Lanfranco, Guercino, Domenichino, a Andrea Sacchi. Jeho patronem byla rodina kardinála Bernardina Spady. Od kardinála Giulia Rospigliosi, budoucího papeže Klementa IX. dostal zakázku na výzdobu kupole kostela Santa Maria della Vittoria (1654–1655).
Jeho malby lze nalézt v mnoha římských kostelech jako Santa Maria in Traspontina, San Carlino alle Quattro Fontane, Chiesa Nuova, San Carlo ai Catinari, Santissimo Sudario dei Piemontesi, Sant’Isidoro, stejně tak jako v Gallerii Colonna, paláci Spada, a paláci Corsini.

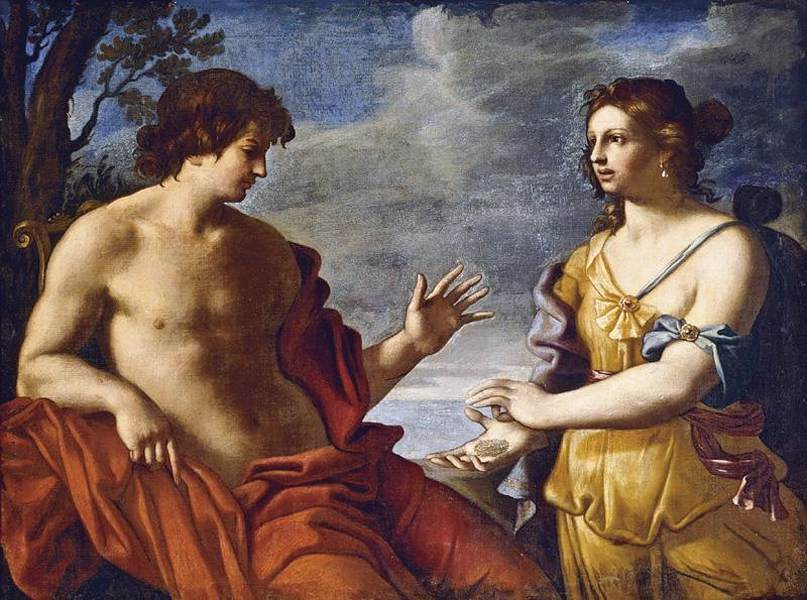
Cerriniho „Apollon a Sibyla“ (detail)